# INNOCENT SALON
INNOCENT SALON（イノセント サロン）はFM NACK5で2025年4月6日から放送されているラジオ番組。

## 概要
これまでの『Sunday Audio Show〜アナと日曜のパーマ〜』の放送枠を受け継ぎ、日曜午前中の新しい生ワイド番組として放送開始。
この番組では、「R-1グランプリ」「THE W」といったお笑いの賞レースで結果を残した、圧倒的清純派芸人の河邑ミクがリスナーに対して、自然体で向き合う生ワイド番組で、日曜日の午前中の時間帯に「日頃の喧噪を忘れ、清い心を取り戻し、明日からの英気を養っていくこと」を目指すもの。
なお、この『INNOCENT SALON』という番組タイトルには、「INNOCENT＝純真」と「SALON＝社交場」という意味を持っている。

## 放送時間
- 毎週日曜日 8:00-12:00

## パーソナリティ
- 河邑ミク

## タイムテーブル・主なコーナー
8時台
- 8:00 オープニング
- 8:08 NACK5 TRAFFIC
- 8:10 NACK5 WEATHER
- 8:40 箱番組『にっぽん全国ひろし旅』（溝畑宏、橘ゆりか）

9時台
- 9:05 NACK5 TRAFFIC
- 9:40 箱番組『さくまひできのサンデー音楽工房』（さくまひでき）

10時台
- 10:03 NACK5 TRAFFIC
- 10:10 箱番組『ADVANCE EARTH』（今井ちひろ）
- 10:25 箱番組『大野もとひろ SAITAMA+』（大野もとひろ[2]、大野ひろみ）
- 10:45 FM Radio Shopping
- 10:53 NACK5 TRAFFIC
- 10:55 NACK5 NEWS（植万由香アナウンサー担当）

11時台
- 11:05 箱番組『由紀さおり 音楽（うた）の宝石箱』（由紀さおり）
- 11:28 NACK5 WEATHER
- 11:30 NACK5 TRAFFIC
- 11:34 FM Radio Shopping
- 11:55 エンディング

交通情報はJARTIC日本道路交通情報センター・東京センター(警視庁スタジオ)職員が担当する。

## 関連リンク
- NACK5番組サイト
- 番組Xアカウント (@innocent_miku) - X（旧Twitter）

| NACK5 日曜日 8:00-12:00枠                                                | NACK5 日曜日 8:00-12:00枠          | NACK5 日曜日 8:00-12:00枠 |
| 前番組                                                                   | 番組名                             | 次番組                    |
| ------------------------------------------------------------------------ | ---------------------------------- | ------------------------- |
| Sunday Audio Show〜アナと日曜のパーマ〜 （2022年4月3日 - 2025年3月30日） | INNOCENT SALON （2025年4月6日 - ） | -                         |

| スタブアイコン | サブスタブ | この項目は、まだ閲覧者の調べものの参照としては役立たない、ラジオ番組に関連した書きかけの項目です。この項目を加筆・訂正などしてくださる協力者を求めています（P:ラジオ/PJ:放送番組）。 |